# Historia Stargardu

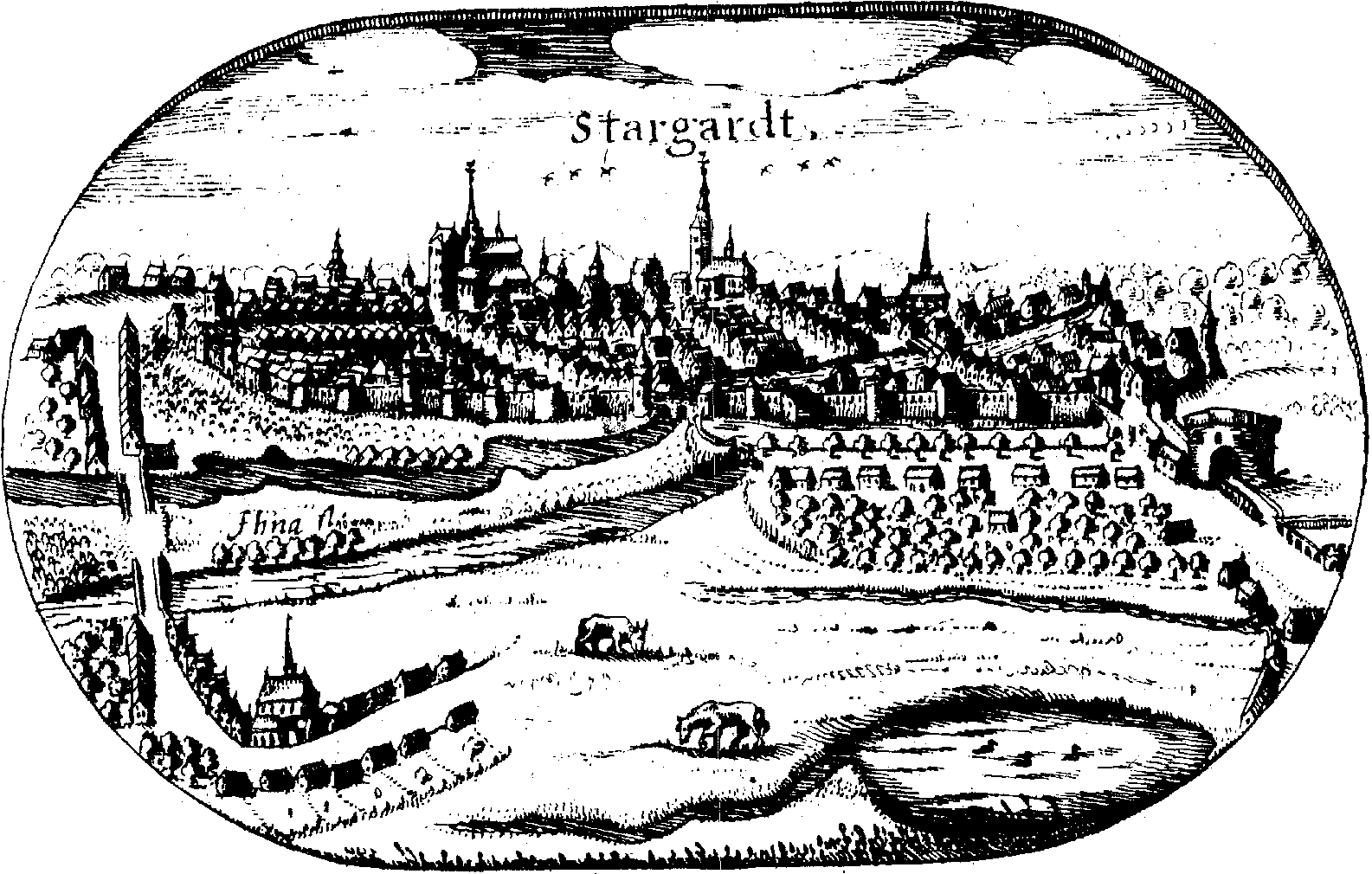
Winieta Stargardu z Mapy Lubinusa, 1614

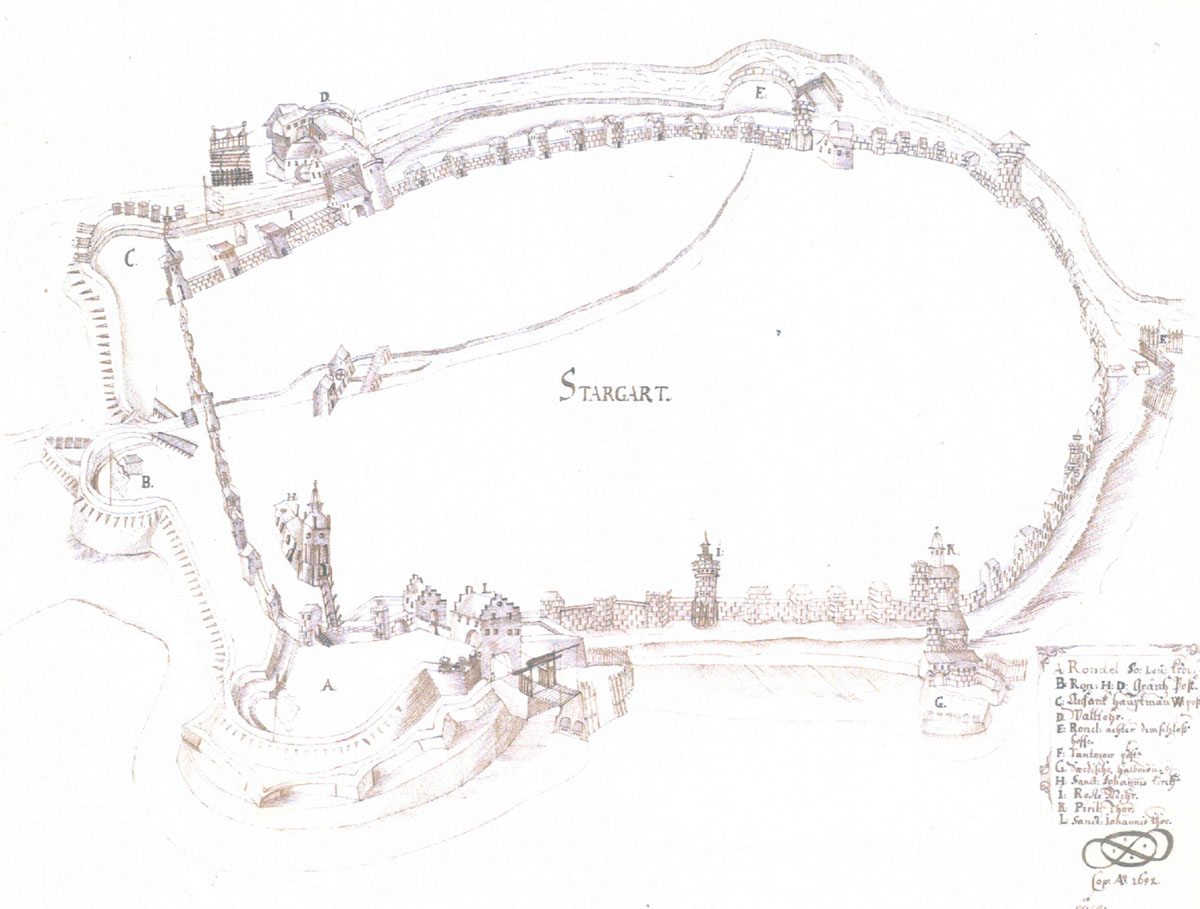
Fortyfikacje Stargardu, 1692

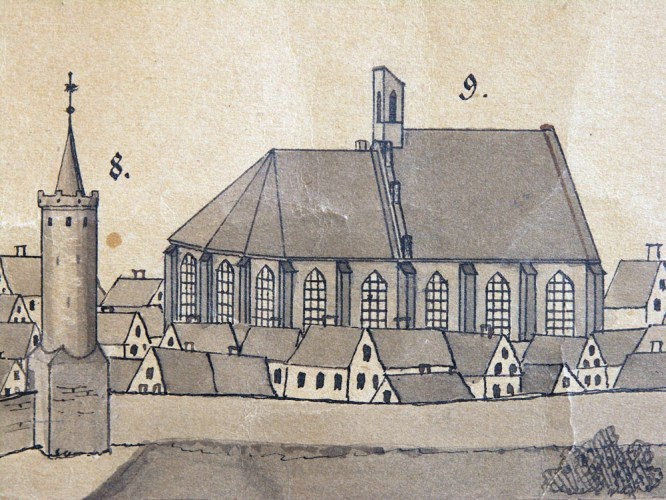
klasztor Augustiański, stan z 2 poł. XVIII wieku

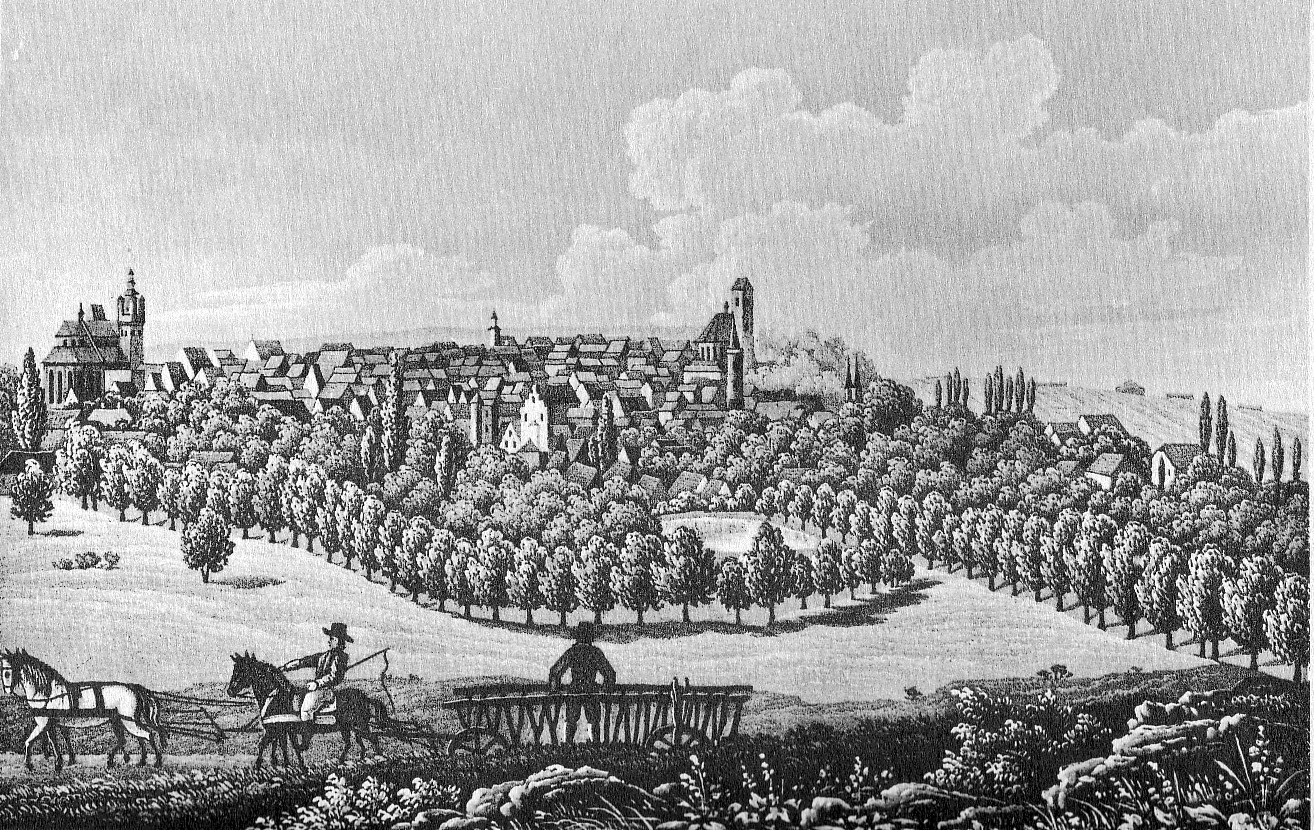
Widok Stargardu z 1850 roku

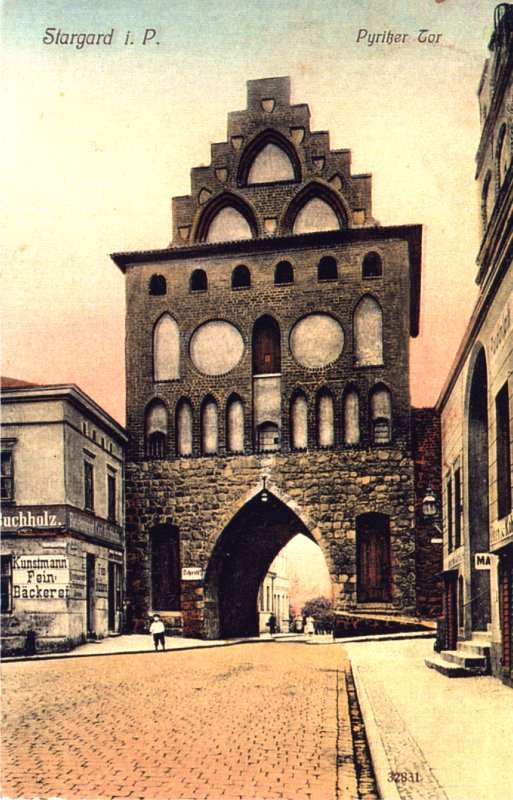
Brama Pyrzycka, ok. 1920

Historia Stargardu

## Średniowiecze
Powstanie Stargardu położonego w centralnej części historycznego Pomorza Zachodniego wiąże się z budowaniem struktur państwowych Pomorza w IX i X w. Właśnie w tym czasie powstała na terenie obecnego miasta osada położona w rejonie ulicy Bolesława Chrobrego i baszty Białogłówki, jednak prawdziwy rozwój grodu przypadał na przełom XI i XII w. Z tego też okresu pochodzą pisemne wzmianki o Stargardzie. Pierwsza pochodzi z 1124 r., kiedy to w opisie misji chrystianizacyjnej biskupa Ottona z Bambergu kronikarz Ebbo wspomina pobyt w grodzie o nazwie castro Zitarigroda. Kolejny zapis nazwy pochodzi z 1140 roku, w którym castro Stargrod wymieniony jest w bulli papieża Innocentego II, jako gród mający od tej pory należeć do nowo powstałego biskupstwa w Wolinie.
W 1186 r. książę pomorski Bogusław I osadził w Stargardzie zakon joannitów, który wzniósł tu zabudowania klasztorne i kaplicę przebudowaną później na kościół świętego Jana, a w 1199 r. książę Kazimierz II osadził tu zakon augustianów nadając im ziemię. Od 1230 r. zaczęły powstawać pierwsze obwarowania ziemno-drewniane grodu i podgrodzia. Dziesięć lat później książę Barnim I nadał ziemię stargardzką biskupowi kamieńskiemu.
W 1243 r. książę Barnim I nadał Stargardowi magdeburskie prawa miejskie, a także 150 łanów ziemi, prawo połowu ryb na Morzu Bałtyckim, żeglugi na rzece Inie oraz prawo wyrębu drzew w lasach książęcych. Wkrótce rozpoczęto budowę ratusza, którą ukończono ok. 1290 r. W 1248 r. ziemia stargardzka powraca w lenno pod władanie książęce. W 1292 r. na skutek pomyślnego rozwoju miasta nadano mu prawa lubeckie, które przyczyniły się do dalszego rozwoju i stopniowego bogacenia się miasta. W tym też roku rozpoczęto budowę kościoła mariackiego. W trzy lata później zlikwidowano postarzałe obwarowania ziemno-drewniane i rozpoczęto budowę murów kamienno-ceglanych, których spore odcinki pozostały do naszych czasów. Zniesiono także gród kasztelański.
Od XIV w. rozpoczął się rozkwit miasta, które stało się jednym z najbogatszych na całym Pomorzu. W 1367 r. Stargard przystąpił do Hanzy. W 1380 r. rozpoczęła się rozbudowa i przebudowa kościoła mariackiego, gdyż bogaci mieszkańcy uznali, że miasto powinno mieć bardziej reprezentacyjny budynek kościoła, odpowiadający zamożności miasta. Przebudowę powierzono architektowi Henrykowi Brunsbergowi, który jest jedynym architektem gotyckim, jaki jest znany z nazwiska w Polsce. Podwyższył on nawę główną, przeistaczając świątynię z typu halowego na bazylikowy oraz nadał jej wiele zdobień architektonicznych, dzięki czemu stargardzka kolegiata do dziś uchodzi za najpiękniejszy zabytek gotycki w Polsce i była zaliczana do zabytków tzw. klasy 0.

## Nowożytność
W XV i XVI w. przebudowano mury obronne, które zostały podwyższone, a także zbudowano 4 bramy, 9 baszt i 45 czatowni. W 1454 r. nastąpił zatarg między Stargardem a Szczecinem o przewóz statkami towarów po Inie (patrz: wojna Szczecina ze Stargardem o handel morski (1454-1464)), który po interwencji księcia zakończony został pokojem w Kobylance, gdzie na znak zawartego pokoju posadzono lipy tworzące Wieniec Zgody – dziś zabytek przyrody. W 1467 r. książę Warcisław rozszerzył szczecińskie prawo składu, co było bardzo korzystne dla kupców stargardzkich. W 1540 r. w wyniku pożaru zniszczeniu uległo wiele budynków, w tym ratusz miejski, który odbudowano w 1568 r., dekorując szczyt maswerkami. Kolejny pożar w 1584 zniszczył 487 budynków, zachowując jedynie kościół św. Jana i kilka okolicznych domostw. W 1618 r. Stargard liczy 12 000 mieszkańców. Wówczas rozpoczęła się wojna trzydziestoletnia, w której na skutek głodu, pożarów i zarazy wywołanych przez wojska szwedzkie i carskie, miasto utraciło 90% swojej ludności. W 1630 r. do miasta wkroczyły szwedzkie wojska Gustawa II Adolfa. W 1633 r. z fundacji Petera Gröninga, burmistrza w latach 1624-1631, powstało Collegium Groeningianum dla ubogich, a zdolnych. W dwa lata później potężny pożar zniszczył niemal całe miasto wraz z kościołem mariackim. W wyniku pokoju westfalskiego, kończącego wojnę trzydziestoletnią, Stargard dostał się pod panowanie Brandenburgii, a od 1701 r. włączony został do Królestwa Pruskiego. W 1714 król pruski nadał wykładowcom Collegium Groeninganum tytuł profesorów królewskich.
Przełom XVIII i XIX wieku obfitował w konflikty zbrojne, w wyniku których Stargard często był poszkodowany. W wojnie siedmioletniej został zniszczony przez Rosjan, a w latach 1806-1812 przez miasto kilkakrotnie przetaczały się wojska napoleońskie.
Po kongresie wiedeńskim nastąpiła ponad stuletnia stabilizacja, która przyczyniła się do ponownego przyspieszonego rozwoju miasta. W 1818 r. Stargard włączono do powiatu Saatzig. W 1835 r. kupiec Mampe założył pierwszą manufakturę w mieście – wytwórnię koniaków i likierów. W 1845 r. przebito w murach miejskich Nową Bramę, budując drogę kołową do Bydgoszczy. Już rok później Stargard uzyskał pierwsze połączenie kolejowe ze Szczecinem. Dnia 1 maja 1846 na stargardzki dworzec wjechał pierwszy pociąg. W 1848 r. linię przedłużono do Poznania. Od 1859 r. Stargard jest węzłem kolejowym, wtedy zaczęło funkcjonować połączenie do Koszalina. W 1892 wybudowano jeszcze linię do Kostrzyna przez Pyrzyce.
Rozwój kolei wpłynął na uprzemysłowienie miasta i dalszy pomyślny jego rozwój, choć wciąż nie oszczędzały go tragiczne wydarzenia, jak choćby epidemia cholery w 1849 r. W 1856 uruchomiono gazownię, a 3 lata później Warsztaty Remontowe Urządzeń Kolejowych (późniejsze ZNTK). W 1861 r. kupiec Meisner uruchomił fabrykę papy smołowej i asfaltu, gdzie w 1869 wynaleziono i opatentowano papę bitumiczną. W 1870 r. wybudowano szpital przy ulicy Staszica, a w dziewięć lat później przy ul. Wojska Polskiego. W 1890 r. powstała rozdzielnia energetyczna, 7 lat później Stargard posiadał już sieć wodociągowo-kanalizacyjną, z wieżą ciśnień i pierwszą oczyszczalnią ścieków. W tym samym czasie powstała rzeźnia miejska.
W 1901 Stargard stał się powiatem miejskim, w związku z czym wybudowano okazały gmach urzędu powiatowego i ziemskiego (dzisiejszy Urząd Miejski) przy ul. Czarnieckiego. W latach 1901–1911 architekt Deneke przeprowadził renowację kościoła mariackiego – chluby miasta, przywracając mu dawną świetność. Na ponowną konsekrację 30 sierpnia 1911 roku przybyli cesarz Wilhelm II i cesarzowa Augusta Wiktoria.
Okres od początku XX wieku do I wojny światowej cechował się znaczną rozbudową miasta, powstało wówczas wiele nowych gmachów szkół, szpitali, różnych instytucji, a także domów mieszkalnych.

## I wojna światowa i okres międzywojenny
Podczas I wojny światowej w 1915 powstał w mieście międzynarodowy obóz jeniecki. Dziś pamiątką po nim jest Cmentarz wojenny, na którym spoczywają zmarli jeńcy wielu narodowości i wyznań. Po wojnie miasto dość szybko podniosło się gospodarczo. W 1925 r. przeprowadzono regulację Iny, a w 1938 wybudowano krytą pływalnię. W 1939 Stargard liczył 39 760 mieszkańców.

## II wojna światowa
II wojna światowa wywarła na świecie okrutne piętno. W 1943 r. odbyły się obchody siedemsetlecia miasta, jednak ze względu na wojnę były one bardzo skromne. W nocy z 20 na 21 lutego 1944 nastąpiły wspólne naloty wojsk sprzymierzonych aliantów i Rosjan na węzeł kolejowy, lotnisko w Kluczewie, tereny fabryki torped V-2 nad jeziorem Miedwie oraz obiekty przemysłowe. W dniach 2 – 28 lutego 1945 nastąpiła ewakuacja mieszkańców Stargardu zarządzona przez Himmlera na teren powiatu Greifswald ze względu na prowadzoną u bram Stargardu operację Sonnenwende. 5 marca 1945 Stargard został zajęty przez żołnierzy 61 armii oraz 2 armii pancernej gwardii I Frontu Białoruskiego. Miasto doznało bardzo ciężkich zniszczeń (72%), a jego zabytkowa część (Stare Miasto) spłonęła całkowicie. Dla upamiętnienia poległych w walce o miasto kolegów żołnierze radzieccy jeszcze w 1945 roku wybudowali Pomnik Zwycięstwa na pl. Zwycięstwa. W tym roku został również założony cmentarz żołnierzy radzieckich przy ul. Czarnieckiego, gdzie pierwotnie pochowani zostali oficerowie radzieccy polegli w walkach o miasto i okolice. W 1946 roku do dwóch wspólnych mogił złożono również szczątki innych żołnierzy radzieckich (pochowanych jest tu 6 Bohaterów Związku Radzieckiego).

## Polska Ludowa
Już 23 marca 1945 roku radziecki komendant miasta powołał w mieście polskie władze (Józef Parys jako burmistrz). W dniach 17-23 maja Stargard był siedzibą Pełnomocnika Rządu RP na Pomorzu Zachodnim (odpowiednik wojewody, był nim Leonard Borkowicz). Powoli tworzono od podstaw wszystkie instytucje w oparciu o osadników przybywających do miasta (w tym w ramach Akcji „Wisła”).
W 1950 r. miasto liczyło już 20 684 mieszkańców, mimo że nie rozpoczęto jeszcze odbudowy. Dopiero w 1957 wybudowano pierwsze trzy nowe budynki mieszkalne, rozpoczynając w ten sposób budowę pierwszego powojennego osiedla – nazwano je os. Tysiąclecia. W tym samym roku rozpoczęto usuwać gruz z terenu Starego Miasta, a w 1960 powstały pierwsze domy w dawnej, zabytkowej dzielnicy. Rok później odbudowano ratusz i zakończono odbudowę kościoła mariackiego. W 1961 także uruchomiono miejską komunikację autobusową, która obsługuje dziś 23 linie autobusowe oraz przyłączono do miasta Kluczewo. Od lat 60. zarysował się dynamiczny rozwój miasta, powstały nowe osiedla mieszkaniowe – Stare Miasto i Kopernika (od 1967), Zachód (od 1975), Żeromskiego (od 1984), Letnie (1985), i Osiedle Pyrzyckie (1988). Powstały nowe zakłady pracy, jak np. Odlewnia Metali Polmo czy Zakłady Przemysłu Dziewiarskiego Luxpol. W latach 70. odbudowano zaledwie kilka obiektów zabytkowych, które zostały zniszczone w czasie wojny.

## Koniec XX w.
W 1993 odbyły się obchody 750-lecia miasta, z tej okazji wybito okolicznościowy medal. W tym samym roku oddano do użytku nowoczesną oczyszczalnię ścieków i przyłączono do miasta tereny poradzieckiego lotniska w Kluczewie. Obecnie trwają prace rekultywacyjne, które mają na celu aktywizację przedsiębiorczości. W 2003 r. rozpoczął działanie Stargardzki Park Przemysłowy, a na początku 2005 otwarto stargardzką geotermię za łączną kwotę ponad 34 mln zł, w inwestycji brali udział Amerykanie, Francuzi i Niemcy. Gorąca woda o temperaturze 90 °C jest pobierana z głębokości 2670 metrów. W kolejnych latach w mieście powstało wiele fabryk, przede wszystkim firm Bridgestone i Cargotec. W roku 2009  zakończyła się budowa południowej obwodnicy Stargardu, będącej częścią drogi ekspresowej S10. W roku 2012 otwarto Galerię Handlową Starówka z pierwszymi w Stargardzie sklepami takich sieci jak np. Empik, Orsay czy H&M, a w 2017 - restauracje McDonald’s i KFC.
Od 1 stycznia 2016 oficjalna nazwa miasta jest jednoczłonowa.

## Kalendarium
- 1124
  - misja chrystianizacyjna biskupa Ottona z Bambergu
  - pierwsza pisemna wzmianka o mieście (castro Zitarigroda)
- 1140 – wzmianka o mieście w bulli papieża Innocentego II
- 1186 – sprowadzenie przez księcia Bogusława I zakonu joannitów
- 1199 – sprowadzenie do Stargardu przez księcia Kazimierza II zakonu augustianów
- 1240 – książę Barnim I przekazuje biskupowi kamieńskiemu ziemię stargardzką
- 1243 – książę Barnim I nadaje miastu magdeburskie prawo miejskie oraz 150 łanów ziemi, prawo połowu ryb, żeglugi na rzece Inie
- 1292 – zmiana prawa miejskiego z magdeburskiego na lubeckie, zniesienie grodu kasztelańskiego wraz z urzędem
- 1295 – początek wznoszenia murów obronnych
- 1310 – udział miasta w zjeździe miast hanzeatyckich w Stralsundzie
- 1372 – zniesienie urzędu wójta książęcego; przejęcie przez samorząd miejski z burmistrzem i radą miejską pełni władzy w mieście
- 1377-1459 – Księstwo stargardzkie
- 1454-1460 – wojna pomiędzy Stargardem a Szczecinem o respektowanie prawa składu – tzw. wojna pszenna, zakończona pokojem w Kobylance (lipa zgody)
- 1491 – Anna Jagiellonka – córka Kazimierza Jagiellończyka w drodze z Krakowa do Szczecina zatrzymuje się z orszakiem królewskim w Stargardzie
- 1534 – przejście księstwa na luteranizm. Przejęcie zabudowań klasztoru augustianów na cele szkolne, powstanie pierwszej szkoły świeckiej
- 1542 – wzniesienie krzyża pokutnego
- 1584 – pożar niszczy 487 budynków
- 1620 – proces o czary Sydonii von Borck
- 1630 – do miasta wkraczają wojska szwedzkie Gustawa Adolfa
- 1631 – z fundacji burmistrza Piotra Groeninga powstaje Collegium Groeningianum (dla ubogich a zdolnych)
- 1635 – pożar, w którym spłonęło niemal całe miasto, w tym archiwum miejskie (ocalał jedynie kościół św. Jana i 18 domów)
- 1637 – miasto wraz z Pomorzem przechodzi pod panowanie Brandenburgii (traktat sukcesyjny w Grimmnitz)
- 1648
  - na mocy pokoju westfalskiego kończącego wojnę 30-letnią miasto dostaje się pod panowanie Brandenburgii.
  - Stargard stolicą Pomorza Tylnego[5].
- 1657 – wojska hetmana Stefana Czarnieckiego docierają w okolice Stargardu
- 1660 – powstaje pierwsza oficyna drukarska
- 1720 – Stargard w granicach Królestwa Pruskiego
- 1723 – stała poczta kurierska ze Szczecinem
- 1756-1763 – wojna siedmioletnia, wojska rosyjskie stacjonują w mieście
- 1825 – włączenie miasta do powiatu Saatzig
- 1846 – połączenie kolejowe Stargard – Szczecin
- 1856 – uruchomienie gazowni
- 1879 – wybudowanie szpitala miejskiego
- 1880 – budowa koszar tzw. czerwonych
- 1896-1897 – budowa rzeźni miejskiej oraz sieci wodociągowo-kanalizacyjnej
- 1899 – uruchomienie elektrowni miejskiej
- 1908 – otwarcie Städtisches Museum
- od 1926 – w mieście mieszkał wybitny historyk M. Wehrmann
- 1928 – powstanie ścieżki rowerowej Stargard – Miedwie
- 1939 – utworzenie obozu jenieckiego Stalag II D
- 1945
  - 5 marca zajęcie miasta przez wojska radzieckie
  - 23 marca powołanie pierwszego polskiego Zarządu Miasta
  - 15 maja otwarcie pierwszej szkoły powszechnej przy ul. Popiela
  - październik rozpoczęcie wydawania „Wieści"
- 1957
  - 30 listopada Kardynał Stefan Wyszyński dokonał konsekracji Kościoła NMP
  - rozpoczęcie budowy osiedla 1000-lecia
- 1960 – powstanie Muzeum
- 1974 – początek budowy osiedla XXX-lecia (dzisiaj: osiedle Zachód)
- 1979 – największa w powojennej historii powódź miasta
- 1988 – rozpoczęcie budowy osiedla Pyrzyckiego
- 1992 – 13 października podpisano dokument kończący obecność wojsk Federacji Rosyjskiej (byłej Armii Radzieckiej) w garnizonie w Kluczewie
- 1993 – oddano do użytku nowoczesną oczyszczalnię ścieków
- 1998 – odkryto skarb zawierający monety i dokumenty z końca XIX wieku w zwieńczeniu wieży kościoła św. Jana
- 2003 – początek działania Stargardzkiego Parku Przemysłowego